# Le avventure di Buckaroo Banzai nella quarta dimensione
Le avventure di Buckaroo Banzai nella quarta dimensione è un film del 1984, diretto e prodotto da W. D. Richter. Ha per protagonista il Dr. Buckaroo Banzai, un fisico, neurochirurgo, pilota collaudatore e musicista rock, che salva il mondo sconfiggendo una banda di alieni interdimensionali provenienti dal Pianeta 10. È una storia di ambientazione fantascientifica che presenta anche elementi d'azione, avventura e commedia.

## Trama
Buckaroo Banzai è un personaggio strampalato: cantante rock, eccellente guidatore d'auto e brillante neurochirurgo, Buckaroo ha ideato un'invenzione in grado di cambiare il corso della storia; infatti con i suoi turbo propulsori alla velocità della luce è il primo a valicare le tre dimensioni ed arrivare fino all'ottava per poi tornare indietro sano e salvo. Purtroppo il suo acerrimo nemico, il perfido dottor Lizardo, escogita un piano per rubare il turbo propulsore e portare sulla Terra dall'ottava dimensione un esercito di creature infernali tutte di nome John e pronte a conquistare il pianeta. Insieme al suo gruppo, i "Cavalieri di Hong Kong", Buckaroo Banzai dovrà affrontare questo pericolo, anche con il rischio di distruggere la Terra.

## Riferimenti in altre opere
- Il finale in cui Buckaroo Banzai si riunisce con il gruppo di amici, camminando in una specie di marcia, ha ispirato la scena finale di Le avventure acquatiche di Steve Zissou di Wes Anderson. Jeff Goldblum è presente in entrambe le scene.
- Buckaroo Banzai viene citato per nome e viene visto il suo abbigliamento tipico nel film Ready Player One di Steven Spielberg del 2018. Nella scena il protagonista Parzival deve decidere come vestirsi per un incontro galante con Art3mis.